# Bambi-Verleihung 1964
Die 16. Bambi-Verleihung fand am 19. April 1964 in der Schwarzwaldhalle in Karlsruhe statt. Die Preise beziehen sich auf das Jahr 1963.

## Die Verleihung
Die Bambi-Verleihung 1964 war die zehnte öffentliche Bambi-Verleihung, und sie fand, wie die anderen neun zuvor, in Karlsruhe statt. Es war auch die zweite Bambi-Verleihung unter Leitung von Burda. Dieses Mal griff Konzernleiter Franz Burda erstmals in den Ablauf der Verleihung ein: Er lud die Teilnehmer am Vorabend zu einer Weinprobe ins Verlagshaus in Offenburg ein. Außerdem sorgte er erstmals für Livemusik bei einer Bambi-Verleihung – Ella Fitzgerald hatte einen 55 Minuten langen Auftritt. Zudem hielt er eine provokante Rede, in der er sich mit so ziemlich allem und jedem anlegte, der oder das seiner Meinung nach dem deutschen Film im Allgemeinen und der Bambi-Verleihung im Besonderen irgendwie im Wege stehen konnte. Zudem rief er aus: „Es lebe der deutsche Film! Es lebe Karlsruhe, das die Hauptstadt des deutschen Films werden sollte.“
Zwar erhielt Burda für die Veranstaltung durchaus Lob, sowohl von Teilnehmern der Veranstaltung (zum Beispiel von Sophia Loren) als auch von der Presse (Berliner Zeitung). Die Badischen Neuesten Nachrichten kritisierten dagegen die Organisation der Veranstaltung und vor allem die Rede Burdas, die sie als sehr undiplomatisch bezeichneten. Burda reagierte verärgert und verkündete, dass es keine weitere Bambi-Verleihung mehr in Karlsruhe geben werde. Tatsächlich gab es dort erst 1998 wieder eine Bambi-Verleihung, mehr als zwölf Jahre nach Franz Burdas Tod.
Die Preise in den Schauspielerkategorien gingen wie im Vorjahr an Liselotte Pulver und Heinz Rühmann (national) sowie an Sophia Loren (international). Charlton Heston gewann in der Kategorie Bester Schauspieler international seinen ersten Bambi. Die Preise als Verdiente Künstler des deutschen Films gingen an Lil Dagover und Viktor de Kowa. Die Bambis für die besten Nachwuchsschauspieler hatte Burda abgeschafft.

## Preisträger
Aufbauend auf der Bambidatenbank.

### Wirtschaftlich erfolgreichster internationaler Film
Ein Hauch von Nerz

Der längste Tag

### Wirtschaftlich erfolgreichster deutscher Film
Der Schatz im Silbersee

### Künstlerisch wertvollster internationaler Film
Das Messer im Wasser

### Künstlerisch wertvollster deutscher Film
Will Tremper für Die endlose Nacht

### Schauspielerin International
Sophia Loren

### Schauspielerin National
Liselotte Pulver

### Schauspieler International
Charlton Heston

### Schauspieler National
Heinz Rühmann

### Verdienter Künstler des deutschen Films
Viktor de Kowa

### Verdiente Künstlerin des deutschen Films
Lil Dagover